# Nazionale femminile di rugby a 15 del Galles
La nazionale di rugby a 15 femminile del Galles (in inglese Wales women’s national rugby union team; in gallese Tîm rygbi’r undeb cenedlaethol merched Cymru) è la selezione di rugby a 15 femminile che rappresenta il Galles in ambito internazionale.
Attiva dal 1987, quando nacque per opera della Women’s Rugby Football Union che all’epoca governava su tutto il rugby femminile britannico, passò nel 1994 sotto la giurisdizione della Welsh Women’s Rugby Union, organizzazione separata dalla federazione, di cui rimase un'affiliata fino al 2007 quando la WRU assunse la gestione diretta dell’attività femminile.
Partecipa dal 1996, anno di fondazione, al Sei Nazioni (all'epoca istituito come Women's Home Nations Championship) in cui il miglior risultato conseguito è il secondo posto; analogo risultato al campionato europeo 2008, miglior prestazione gallese in tale competizione.
Il commissario tecnico è l'ex giocatore Rowland Phillips, in carica dal 2016.
Benché la formazione non abbia uno stadio dedicato, sovente ha disputato incontri interni al Millennium Stadium di Cardiff, normalmente l'impianto fisso di casa della nazionale maschile.
Al 2 dicembre 2024 la squadra occupa la 10ª posizione del ranking World Rugby.

## Storia

### Le origini
L'attività rugbistica femminile nel Regno Unito è documentata a far data dalla fine del XIX secolo (nel giugno 1881 si ritiene che un incontro femminile a Liverpool tra due rappresentative di Scozia e Inghilterra fosse stato disputato con le regole del rugby), ma solo alla fine degli anni settanta del XX secolo la disciplina si diede una struttura organizzativa dentro e fuori le Isole Britanniche.
Nel 1983 l'inglese Deborah Griffin e altre rugbiste fondarono la Women’s Rugby Football Union (WRFU), federazione che gestiva la disciplina femminile in tutta l'isola; tale organismo, oltre ad avere varato una squadra unificata della Gran Bretagna, tenne anche a battesimo le nazionali di ogni singola home country prima che ciascuna di esse fondasse la propria federazione.
Galles e Inghilterra furono le prime nazionali indipendenti a nascere nelle Isole Britanniche: le due squadre debuttarono il 5 aprile 1987 a Pontypool contrapposte l'una all'altra.
L’incontro si tenne di fronte a circa 700 spettatori e terminò 22-4 per le inglesi.
Nel 1991 il Galles fu il Paese organizzatore della prima Coppa del Mondo femminile; i suoi risultati furono, nella fase a gironi, un pareggio 9-9 contro il Canada e una sconfitta 6-24 contro la Nuova Zelanda; una sconfitta nei play-off per il quinto posto la relegò nelle ultime 4 a pari merito con Svezia, Giappone e Unione Sovietica.
Nel 1992 si costituì la Welsh Women's Rugby Football Union guidata dalla giovane presidente Bess Evans, all'epoca venticinquenne e vice-capitano della squadra nazionale.
Nel 1994, nel corso della seconda edizione della Coppa che si tenne in Scozia, le gallesi vinsero il proprio girone battendo Canada e Kazakistan; in semifinale persero contro gli Stati Uniti e chiusero al quarto posto finale venendo sconfitti dalla Francia nella finale di consolazione.

### L’era dell’Home Nations’ Championship
Nel 1996 il Galles fu tra i membri fondatori dell’Home Nations’ Championship, competizione oggi nota come Sei Nazioni e composta dal 2007 dalle stesse federazioni del suo omologo, e più antico, maschile: il suo primo incontro in tale torneo fu una sconfitta per 3-56 a Leicester contro l'Inghilterra.
La prima edizione terminò con un secondo posto a pari merito di Irlanda e Scozia, con le inglesi che si aggiudicarono la vittoria a punteggio pieno.
Gli anni a cavallo tra i due secoli non videro il Galles primeggiare, al contrario la squadra lottò con l'Irlanda per evitare l'ultimo posto nel torneo, che giunse due volte nel 2000 e nel 2001, mentre invece alle Coppe del Mondo del 1998 e 2002 raggiunse rispettivamente l'undicesimo e decimo posto.
Il 2004 fu una stagione in cui le gallesi iniziarono a raccogliere i frutti del lavoro svolto negli anni precedenti, uscendo vittoriose da un tour in Sudafrica nel corso del quale tennero a battesimo la locale squadra nazionale, battuta due volte per 8-5 e 16-15 (prima formazione del Galles, maschile o femminile, a vincere una serie in quel Paese) e conseguendo il quarto posto finale, il miglior risultato nella competizione, al campionato europeo 2004, anche se ciò non fu considerato sufficiente dall'International Rugby Board per ottenere un invito alla Coppa del Mondo di rugby femminile 2006, basato parzialmente sui piazzamenti dell'edizione precedente e sui risultati tra le due edizioni.
A dispetto dall'esclusione mondiale, comunque, proprio nel 2006 giunse quello che fu fino ad allora il miglior Sei Nazioni, con 4 vittorie e una sconfitta, contro l'Inghilterra, e secondo posto finale.
Nel 2007 la Welsh Women's Rugby Union cessò di esistere come federazione affiliata alla WRU e ne divenne una divisione integrata con il nome di Wales Women.
Nel 2008 giunsero due secondi posti, uno al Sei Nazioni e l'altro nel campionato europeo 2008, entrambi dietro l'Inghilterra.
Nel corso del Sei Nazioni 2009, infine, il Galles riuscì a vincere la sua prima partita di sempre contro l'Inghilterra al suo ventiseiesimo tentativo; la vittoria, benché ininfluente sul risultato finale (le inglesi vinsero il torneo, anche se senza il Grande Slam a causa di tale sconfitta), permise al Galles di staccare il biglietto per la Coppa del Mondo di rugby femminile 2010, la prima in cui l'International Rugby Board previde un sistema meritocratico di qualificazione.
Alla competizione mondiale che si tenne in Inghilterra il Galles fu sorteggiato in un girone con Australia, Nuova Zelanda e Sudafrica, tutte e tre compagini dalle quali fu sconfitta, che comportò il confino nelle posizioni di rincalzo (chiuse il torneo al nono posto.
Al Sei Nazioni immediatamente precedente aveva inoltre subito la prima sconfitta di sempre contro l'Italia, vincitrice 19-15 a Bridgend, che relegò le gallesi all'ultima posizione in classifica che evitavano dal 2005.
Nel nuovo decennio il Galles ha navigato nella seconda metà del Sei Nazioni, terminando ultimo nel 2018 a pari punti della Scozia, ma comunque riuscendo sempre a guadagnare la qualificazione alla Coppa del Mondo, in cui il più recente risultato è il settimo posto nell'edizione 2017 in Irlanda.
Dal 2016 il C.T. è l'ex giocatore internazionale, ed ex allenatore di Aironi, Viadana e London Irish Rowland Phillips.

## Colori e simboli
Le tenute di gioco del Galles sono, come quelle della squadra maschile, il rosso (per maglietta e calzettoni) e bianco (per i pantaloncini).
Sulla maglietta figura una rielaborazione dello stemma araldico del principe di Galles, tre piume di struzzo che sovrastano l'acronimo WRU della federazione.
Dal 2008 il fornitore tecnico delle squadre nazionali gallesi è l'azienda statunitense Under Armour, che dal 2015, insieme alla tradizionale tenuta di gioco, ne ha proposta una alternativa completamente grigio antracite.